# Гюмюрджинска република
Гюмюрджинската република, първоначално Временно управление на Западна Тракия (на османски турски: غربی تراقیا حكومت موقتهسی или Garbi Trakya Hükûmeti Muvakkatesi, на турски: Batı Trakya Geçici Hükümeti) и след официалното ѝ преименуване Независимо управление на Западна Тракия (на османски турски: غربی تراقیا حكومت مستقله سى или Garbi Trakya Hükûmeti Müstakilesi, на турски: Batı Trakya Bağımsız Hükümeti), е държавно образувание в Западна Тракия, просъществувало няколко месеца след края на Балканските войни през 1913 година.
То е създадено през август 1913 година от турци и помаци   в Беломорието след оттеглянето на българските войски в средата на юли и гръцките на 18 септември. Централен град е Гюмюрджина (днес Комотини). „Независимото западнотракийско управление“ на Хафъз Сали и Реуф Ефенди е ликвидирано от 6 до 12 октомври 1913 г. с безкръвното заемане на областта от българските Осма пехотна тунджанска дивизия и Втора пехотна тракийска дивизия под общото командуване на генерал Стефан Тошев.

## Имена
Временното управление на Западна Тракия е известно и под следните имена:
- Гюмюрджинска република
- Независимо управление на Западна Тракия
- Турска република Западна Тракия
- Гюмюрджина

## Описание
- Президент: Ходжа Салих ефенди. Известен е още като Хафъз Салих (хафъз – човек, който знае целия Коран наизуст).
- Армия: 29 170, предимно пехотинци.
- Главен военнокомандуващ: Сюлейман Аскеръ
- Парична единица: Пара

Веднага след провъзгласяване на Временно управление на Западна Тракия се определят неговите граници, слага се ново знаме на административните сгради, обявява се национален химн, съставя се новосформирана войска. Също така е подготвен и бюджет. Евреинът Самюел Карасо е натоварен със задачата да основе паспортно бюро и да издава вестника Мюстакли (Независимост) на турски и френски. Законите и регулациите на Османската империя са приети без никакви промени и делата се разглеждали от Съда на Западна Тракия.
На знамето на самопровъзгласилата се република са изобразени звездите и полумесеца, които са символ на турското население; зеленото символизира дълголетие, черното – тъгата по време на войните, а бялото – успеха на въстанието и свободата. Днес знамето се използва като флаг на турското малцинство в Западна Тракия.
След възстановяването на българската власт в Западна Тракия, органи на бившето автономно управление продължават да съществуват и функционират тайно. Мюсюлманското население от областта не влиза в клаузите на Лозански договор от 1923 година за размяна на население между Гърция и Турция, така че една част от него остава в Гърция и е признато за малцинство, а друго е прогонено насила или емигрира по собствено желание.

## Население
Структурата на населението на републиката е както следва:
| Етнос/религия                           | Брой души | Процент |
| --------------------------------------- | --------- | ------- |
| Общо                                    | 234 700   | 100%    |
| Мюсюлмани (турци, помаци, цигани и др.) | 185 000   | 78,82   |
| Православни българи                     | 25 500    | 10,86%  |
| Православни гърци                       | 22 000    | 9,37%   |
| Евреи, арменци и др.                    | 2200      | 0,94%   |